# Vladimír Hornof
Vladimír Hornof (10. května 1870, Holice – 26. července 1942, Praha) byl český římskokatolický kněz, katecheta, básník a autor textů duchovních písní.

## Život
Narodil se v Holicích jako syn Martina Bohumila Hornofa (1844–1902), hudebně založeného a literárně činného učitele na místní škole.
Na kněze byl vysvěcen v roce 1893. Působil nejprve jako katecheta na různých místech královéhradecké diecéze (postupně v Dobrušce, Kostelci nad Orlicí, Novém Bydžově, Litomyšli a Poličce) a od roku 1910 působil jako profesor náboženství na gymnáziu v Hradci Králové. Závěr života strávil v Praze, kde i zemřel. Pohřben byl 29. července 1942 do hrobky svých rodičů na Vinohradském hřbitově.

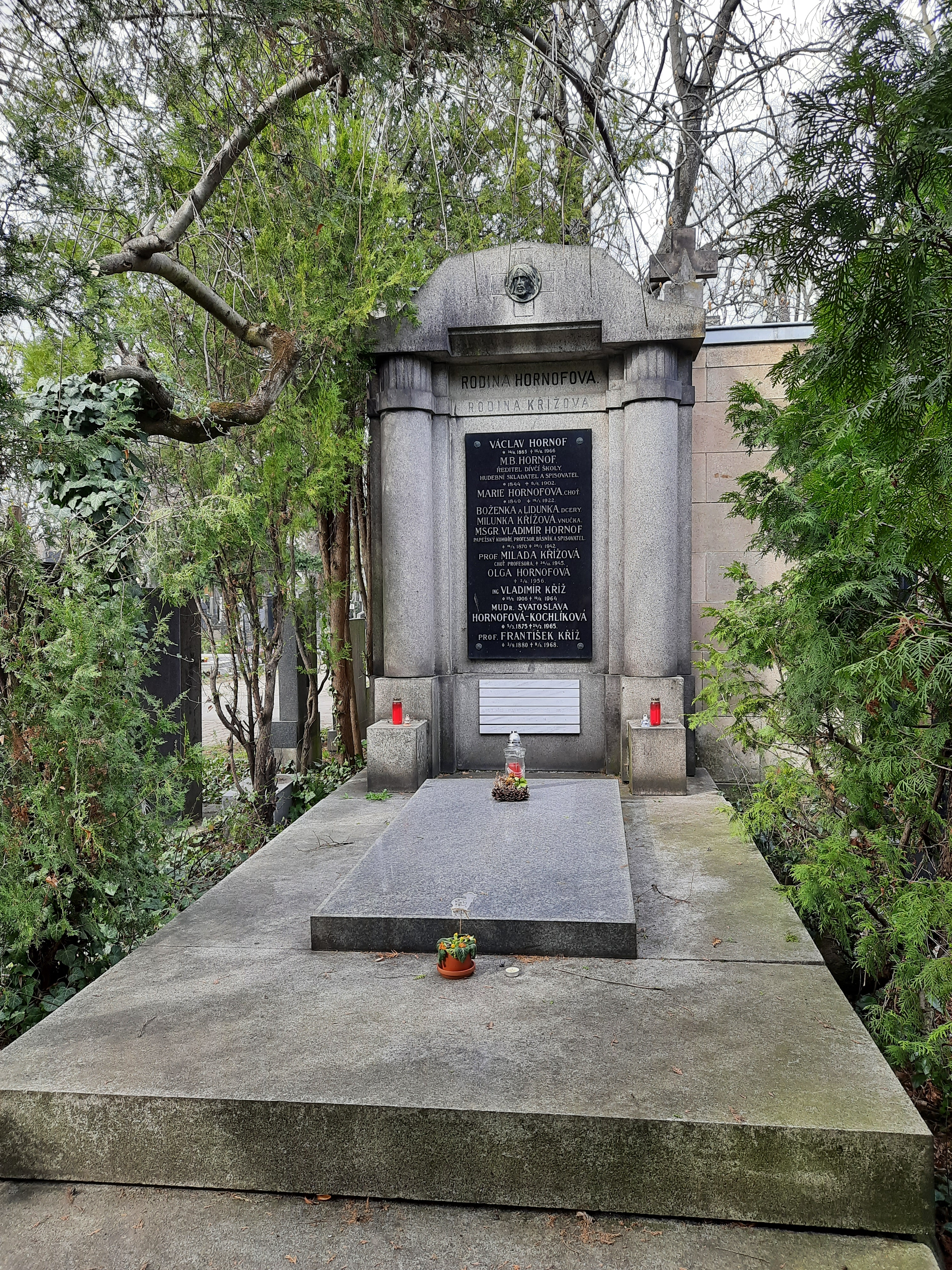
Hrobka rodiny Hornofovy na Vinohradském hřbitově

## Dílo
Literárně činný byl již od studentských let. Své fejetony, povídky a básně uveřejňoval časopisecky a v různých almanaších. Významná je zejména jeho duchovní poezie, často zhudebňovaná řadou hudebních skladatelů. Upravil texty písní pro Český kancionál, poprvé vydaný v roce 1921.
- Vladimír Hornof: Nebezpečná situace (veselohra o 2 jednáních) a Souboj na horách (žert o 1 jednání), Tiskové družstvo, Hradec Králové 1922
- Vladimír Hornof: Církvi a vlasti – proslovy spolkové, Českoslovanská akciová tiskárna, Praha 1929
- Vladimír Hornof: V službách lásky – proslovy k slavnostem církevním a přání, Českoslovanská akciová tiskárna, Praha 1929
- F. Moravec, V. Hornof, K. B. Hroch: Přijď království Tvé!, Vyšehrad, Praha 1937
- Vladimír Hornof: Královna máje, dr. Antonín Stříž, Praha 1939
- Vladimír Hornof: Vánoce, dr. Antonín Stříž, Praha 1939
- Vladimír Hornof: V zahradách Královny, dr. Antonín Stříž, Praha 1940